# Charles-Louis Gatin
Charles-Louis Gatin est un botaniste français né le 6 décembre 1877 à Rambouillet et mort le 26 février 1916 à Douaumont-Vaux. Il est l'auteur de nombreux articles scientifiques sur les monocotylédones, particulièrement les palmiers et leur germination, et d'ouvrages botaniques de vulgarisation, notamment un dictionnaire à titre posthume.

## Biographie
Après des études à l'Institut national agronomique et la Faculté des Sciences de Paris, il est nommé préparateur à l'École Supérieure des Sciences d'Alger. Après un an, en 1902, il revient à la Sorbonne et entre en qualité de préparateur adjoint de botanique dans le Laboratoire de M. Gaston Bonnier. Il est à partir de 1911 en même temps chef de travaux au Laboratoire d'Agronomie Coloniale. Il débute à Alger des travaux sur les palmiers qu'il continuera à Paris, publiant de nombreuses notes dans les Comptes Rendus de l'Académie des Sciences, dans le bulletin de la Société Botanique de France et dans la Revue Générale de Botanique. Il publie en 1906 sa thèse intitulée Recherche anatomiques et chimiques sur la germination des palmiers. 
Il est l'auteur des deux premiers ouvrages de la collection Encyclopédie pratique du Naturaliste aux éditions Paul Lechevalier. Il rédige le texte et réalise des figures originales pour ces deux très agréables petits volumes. Il complète en 1913 son dictionnaire aide-mémoire de botanique dont la composition était faite jusqu'à la lettre J quand la guerre éclate. Cet ouvrage sera finalement publié en 1924 avec l'aide de M. le Professeur E. Perrot et Mme Valentine Allorge.
Il est aussi l'auteur des 96 clichés en couleurs de l'ouvrage  Les Algues marines des Côtes de France, terminé par Émile Wuitner, volume VII de l’Encyclopédie pratique du Naturaliste, Paris : chez Paul Lechevalier, 1921 & 1946 
Officier de réserve, il est mobilisé en 1914 au 134e régiment d'infanterie avec le grade de lieutenant. Blessé assez grièvement le 25 août, il s'occupe après sa convalescence de l'instruction des jeunes soldats. Il rédige pendant cette période un manuel militaire sur les travaux de campagne. Il demande ensuite à revenir au front et est incorporé au 1er régiment mixte de zouaves et tirailleurs. Il est tué le 26 février 1916 durant la bataille de Verdun devant le fort de Douaumont.

## Ouvrages
- Eugène Charabot et Charles-Louis Gatin, Le parfum chez la plante, Paris, Octave Doin, 1908, XV+404+XII (lire en ligne) avec 21 figures dans le texte.
- Les palmiers : histoire naturelle et horticole des différents genres, Paris, Octave Doin et Fils, 1912, III+338 (lire en ligne) avec 46 figures dans le texte la plupart originales et dessinées par l'auteur.
- Les arbres, arbustes et arbrisseaux forestiers, Paris, Paul Lechevalier, coll. « Encyclopédie pratique du naturaliste », 1913 (réimpr. 1932), LX+117 (lire en ligne) avec 100 planches coloriées avec explications, 32 dessins originaux de l'auteur.
- Les fleurs des bois, Paris, Paul Lechevalier, coll. « Encyclopédie pratique du naturaliste », 1913, LXXIII+115 (lire en ligne) avec 100 planches coloriées avec explications, 32 dessins originaux de l'auteur.
- Manuel de travaux de campagne de l'officier d'infanterie, Paris, Librairie Militaire Berger-Levrault, 1915, 154 p. (lire en ligne) avec 166 figures.
- Dictionnaire aide-mémoire de botanique  (préf. Em. Perrot), Paris, Paul Lechevalier, 1924, XIX+847 révisé et corrigé après la mort de l'auteur par Mme Valentine Allorge, ouvrage orné de 54 compositions originales de Jacques Garnier et de 700 figures.
- Les fleurs des bois, Paris, Paul Lechevalier, coll. « Encyclopédie pratique du naturaliste » (réimpr. 1936), CXXXX+140, revue et augmentée par Mme Valentine Allorge, 96 planches coloriées d'après les aquarelles de Mlle Juliette Bouilly, huit planches en noir et 51 figures.